# Antoniter in Mitteldeutschland

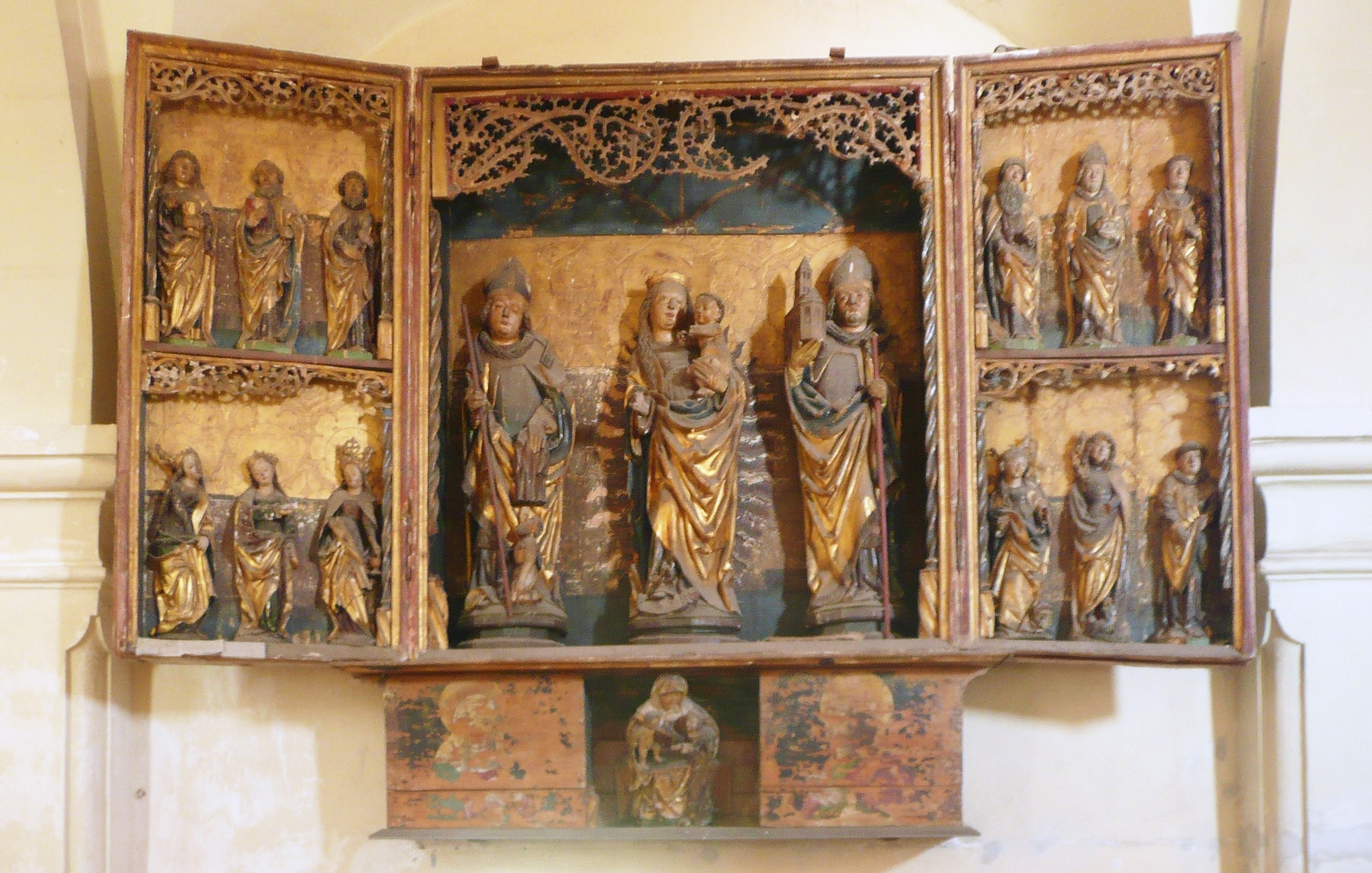
Marienaltar, wahrscheinlich aus Eicha

Die Antoniter hatten einige Niederlassungen in mitteldeutschen Orten.

## Übersicht
Der Antoniterorden bestand seit etwa 1095 in Frankreich und breitete sich im 13. Jahrhundert in deutschsprachige Territorien aus. Er widmete sich seit dieser Zeit vor allem der Krankenpflege.
Nördlich von Prettin im Kurfürstentum Sachsen-Wittenberg wurde um 1300 die Praezeptur Lichtenbergk gegründet. Diese bildete in den folgenden Jahrhunderten einige Dependenzen in der Umgebung. Diese waren zwar eigenständige umgrenzte Gelände mit einem Hauptgebäude, einer Kapelle, einem Friedhof und einem Garten, eine offizielle Anerkennung als eigenständiges Kloster ist aber nur aus Eicha bekannt.
Um 1525 wurde die Generalpraezeptur Lichtenbergk wegen der Reformation aufgelöst, ebenso die Niederlassungen in Eicha, Halberstadt und Wittenberg, trotzdem entstanden danach noch kleine Niederlassungen in Eilenburg und Taucha.
Von den mittelalterlichen Gebäuden sind ein Erdgeschoss mit tonnengewölbtem Keller in Wittenberg (Wohnhaus?) und wahrscheinlich ein Altar aus Eicha erhalten.

## Lichtenbergk
Um 1300 wurde das Kloster in Lichtenbergk nördlich von Prettin gegründet, von 1315 ist eine erste Urkunde über die Bestätigung der  Übertragung des Patronats der Stadtpfarrkirche Prettin an das Kloster erhalten Antoniterkloster erhalten.
Dieses entwickelte sich zu einigem Reichtum  und Bedeutung. Um 1525 wurde es aufgelöst. In den folgenden Jahren führte Martin Luther dort zwei wichtige Gespräche mit Georg Spalatin und Johannes Eck.

## Halberstadt
1382 erhielt der Praezeptor von Prettin-Lichtenbergk (de meystir to Pretin) und der Orden einen Hof in Halberstadt von einem Bürger. Danach sind keine weiteren detaillierten Nachrichten über diese Niederlassung erhalten.
1530 war der Antoniushof  (Tönieshof) von den Antonitern verlassen worden und wurde vom Magdeburger Erzbischof dem Rat der Stadt überlassen.
1716 war noch eine Kapelle und eine Ummauerung des Grundstücks mit Quadersteinen  erhalten. Das Gelände umfasste offenbar eine größere Fläche. Noch heute gibt es dort die Antoniterstraße.

## Wittenberg
In Wittenberg sind zwei Vereinbarungen der Antoniter mit dem Kollegiatstift Allerheiligen von 1461 und 1463 erhalten, in denen es um deren Tätigkeiten und Rechte in der Stadt ging. Ihnen wurde untersagt, regelmäßige Messen für die Stadtbevölkerung zu halten (außer an zwei Tagen), Ordensfremde auf dem Grundstück aufzunehmen und zu begraben und in der Stadt zu betteln. Dieses weist auf eine vorherige solche Praxis hin.
1535 wurde der Hof an die Stadt übergeben.
Es ist eine Zeichnung von 1734 mit einem Grundriss erhalten, auf dem noch die Kapelle, ein Wohnhaus und ein Garten zu sehen sind. In der Pfaffengasse 27 nördlich des Schlosses sind die unteren Teile eines Gebäudes erhalten.

## Eicha
In Eicha bei Leipzig wurde 1490 ein Hof an die Antoniter ubergeben. Dieser erhielt 1497 die päpstliche Approbation als Kloster. Dort entwickelte sich ein Wallfahrtsort.
Um 1525 wurde dieses Kloster aufgegeben.

## Taucha
In Taucha bei Leipzig soll es seit kurz vor 1500 ebenfalls eine Antoniterniederlassung gegeben haben, die um 1525 aufgelöst wurde.
Es ist möglich, dass dieses eine nachreformatorische falsche Angabe war.

## Eilenburg
Auch in Eilenburg bei Leipzig gab es Antoniter, wahrscheinlich erst nach 1525.